# ایستگاه متروی هیلینگدون
ایستگاه متروی هیلینگدون (انگلیسی: Hillingdon tube station) یکی از ایستگاه‌های متروی لندن است.
این ایستگاه که در منطقه هیلینگدون لندن قرار دارد در سال ۱۹۲۳ تأسیس شده و جزئی از خط متروپولیتن و خط پیکدیلی می‌باشد.